# Смирнов, Станислав Алексеевич (учёный)
Станислав Алексеевич Смирнов (род. 1 апреля 1936 г., г. Улан-Батор Монголия) — специалист в области акустического приборостроения, кандидат физико-математических наук (1967).

## Биография
В 1959 году — окончил Ленинградский электротехнический институт им. В. И. Ульянова (Ленина) по специальности «Электроакустика».
С 1959 года — работал в ЦНИИ «Морфизприбор».

## Научная работа
С. А. Смирнов основал новое направление в гидроакустике — создание поисково-обследовательских гидролокаторов бокового и кругового обзора для обзора ледового покрова и морского дна. Участник высокоширотных экспедиций на дрейфующей станции «Северный полюс-13» и в районе о. Диксон, где исследовал закономерности отражения и рассеяния звуковых волн морским льдом. На основании результатов этих исследований были сконструированы гидролокаторы для обнаружения полыней в морском льду (устанавливались на всех атомных подводных лодках).

## Награды и звания
Государственная премия (1969).
Орден Трудового Красного Знамени (1966).
Медаль «За трудовую доблесть».
Член бюро научного совета по проблемам прикладной гидрофизики при СПб. науч. центре РАН
Вице-президент Восточно-Европейской Ассоциации акустиков.